# سم گوینه
سم گوینه (انگلیسی: Sam Gwynne؛ زادهٔ ۱۷ دسامبر ۱۹۸۷) بازیکن فوتبال اهل بریتانیا است.
از باشگاه‌هایی که در آن بازی کرده‌است می‌توان به باشگاه فوتبال هرفورد، باشگاه فوتبال تلفورد یونایتد، باشگاه فوتبال هرفورد یونایتد، و باشگاه فوتبال براکلی تاون اشاره کرد.